# Pierre Séailles
Pour les articles homonymes, voir Séailles (homonymie).
Pierre Séailles, né le 14 avril 1919 et mort le 3 juin 2007 fut, pendant la Seconde Guerre mondiale, un agent français du Special Operations Executive (SOE).

## Biographie
Pierre Séailles naît le 14 avril 1919, à Antony (Seine).
Lorsque la guerre commence, Pierre Séailles prépare les Arts et Métiers. Mobilisé à l’école des EOR d’Orléans, il en suit les cours, mais échoue aux examens de sortie. Après diverses affectations, il se trouve dans un camp, en juin 1940, et apprend que l’armistice va être demandé à l’ennemi. Il ne peut accepter de voir son pays envahi par l’ennemi. Après maintes péripéties, il est maintenu dans l’armée d’armistice jusqu’à l’automne 1941 où il parvient à se faire réformer.
Début janvier 1942, voulant gagner l’Angleterre, il tente de passer la ligne de démarcation. Il est arrêté par les gendarmes à Montrésor, et conduit en détention à Périgueux. Là, il fait la connaissance d’officiers du SOE, en particulier de Michael Trotobas.
Ils sont bientôt transférés à Mauzac (Dordogne). Onze agents du SOE, dont Michael Trotobas, réussissent à s’en évader dans la nuit du 15 au 16 juillet 1942.
Le 21 janvier 1943, Séailles est, enfin, libéré. Il reçoit un message de sa sœur Simone (devenue agent de liaison SOE) l’informant qu’un « Michel » l’attend d’urgence à Lille, où, bien entendu, il se rend immédiatement. C’est Michael Trotobas, chef éponyme du réseau Sylvestre-FARMER, qui veut en faire son adjoint. Sous le nom de guerre de « Pierrot », il devient alors une sorte d’alter ego de Trotobas, qui veut qu’il soit au courant de tout et le charge de la préparation des plans d’action ; si bien qu’à la mort du chef, le 27 novembre 1943, il est à même de prendre la suite sans qu’apparaisse la moindre coupure. Londres le charge officiellement de prendre la tête du réseau, sous l’autorité et en liaison avec René Dumont-Guillemet, chef du réseau Armand-SPIRITUALIST, qui contrôle de loin et, surtout, assure les liaisons avec le service. Il divise alors le réseau - qui a pris une importance considérable - en régions, dont il choisit soigneusement les responsables ; et il assume pleinement le commandement de ce qui est bien l’un des plus grands réseaux de la section F. Séailles planifie des opérations de guérilla à grande échelle. Il prépare surtout le seul sabotage de ce type réalisé en France : l’arrachage des voies ferrées à l’aide d’un soc fixé à l’avant de la locomotive, dans la nuit du 26 au 27 août, sur trois sites différents.
Pierre Séailles conduit le réseau jusqu’à la Libération : sous son commandement, les groupes font 1500 prisonniers, détruisent ou prennent plusieurs centaines de véhicules et une grande quantité d’armes et de matériel.
En janvier 1945, Pierre Séailles part pour Toulouse, où Pierre Bertaux, commissaire de la République, qu'il a connu en prison, fait de lui son attaché militaire. Plus tard, il revient à Paris.
Philippe de Vomécourt et Pierre Séailles souhaitent regrouper les membres des réseaux franco-britanniques de la section F du SOE. En avril 1945, Séailles accueille à son domicile parisien une quinzaine d’anciens responsables pour une première
réunion, à l’issue de laquelle naît la Fédération Libre Résistance.
Il reprend après la guerre, auprès de son père la fabrication de pièces en Lap, en utilisant de nouvelles techniques: (Lap à décor flotté) et continuera en compagnie de son épouse Brigitte Amherdt et son fils Nicolas.
Pierre Séailles meurt le 3 juin 2007, à l’âge de 88 ans. Il est enterré au cimetière de Longvilliers (Yvelines).

## Famille
Il est le fils de Jean Charles Séailles (1883-1967) et de Spéranza Calo (Constantinople, 17 mai 1885 - Paris, 18 février 1949), cantatrice mezzo-soprano, fille d’un peintre réputé de Constantinople, mariés en février 1913, et installés à Antony avant le printemps 1918. Son grand-père paternel, Gabriel Séailles (1852-1923), était professeur de philosophie en Sorbonne, et sa grand-mère paternelle, Octavie Charles Paul Séailles (1855-1944), était artiste peintre.
Il est le troisième des quatre enfants :
- Jean Séailles (1915-2010). Il s'engagea dans la résistance, avec son épouse Krino : connu sous le pseudo « commandant Grégoire », il organisa le maquis de Saint-Mars-du-Désert (Mayenne), tout en étant adjoint du chef du réseau Aristide du SOE et chef départemental des FFI.
- Simone Séailles (1917-1945)[3]. Comme son frère Pierre, elle s'illustra dans le réseau Sylvestre-FARMER du SOE. Elle fut arrêtée par la Gestapo dans un café de l'avenue de Wagram à Paris, le 21 janvier 1944, et mourut à Ravensbrück (matricule 47.182).
- Pierre Séailles (1919-2007).
- Violette Séailles (1926-1966).

## Œuvres

### Peintures
- 1964   -  Fougères noires sur fond rouge , Lap avec Brigitte Amherdt, dim; 57 x 27 cm (exposition d'Antony, 2014)

## Expositions
- 2014 : LAP, le ciment-roi de l'art déco , du 17 septembre au 2 novembre 2014, à la Maison des Arts d'Antony[4]

## Distinctions
- Royaume-Uni : Distinguished Service Order (DSO) ;
- France :
  -  Chevalier de la Légion d'honneur,
  -  Croix de guerre 1939–1945,
  - Médaille de la Résistance avec rosette ;
- Belgique :
  - Croix de guerre 1940-1945,
  -  Officier de l'ordre de Léopold II.

## Sources
- Fiche Pierre Séailles, avec photographie : voir le site Special Forces Roll of Honour.
- Libre Résistance, bulletin d’information et de liaison, anciens des Réseaux de la Section F du S.O.E. (Special Operations Executive), Amicale BUCK, numéro 20, 2e trimestre 2007 ; et correctif dans numéro 21, 3e trimestre 2007.
- Site consacré à Spéranza Calo-Séailles, mère de Pierre Séailles, consulté le 14 novembre 2008, source de la section Famille.
- La Lettre de la Fondation de la Résistance, numéro 52, mars 2008, voir page 13.
- Danièle Lheureux, De Sylvestre-Farmer à Libre Résistance avec les Séailles, Les Éditions Nord avril, 2014,  (ISBN 978-2-36790-034-6).